# 五島市立久賀中学校
五島市立久賀中学校（ごとうしりつ ひさかちゅうがっこう）は、長崎県五島市久賀町（久賀島）にある公立中学校。略称は「久中」。

## 概要
歴史
1947年（昭和22年）の学制改革により新制中学校として創立。2012年（平成24年）に独立。2014年（平成26年）に創立140周年を迎えた。
校訓
「明るく 誠実で 逞しい人間」
学校教育目標
「心豊かに逞しく学び続ける生徒の育成」
校章
校名の「久」と「中」の文字を図案化したもの。
校歌
作詞は中村竹松、作曲は原格太郎による。歌詞は3番まであり、各番に校名の「久賀」が登場する。
校区
久賀島全域（五島市の後に「久賀町・蕨町・猪之木町・田ノ浦町」が続く地区。）
小学校区は五島市立久賀小学校。

## 沿革
- 1947年（昭和22年）4月1日 - 学制改革（六・三制の実施）が行われる。
  - 国民学校の初等科が改組され、「久賀島村立久賀小学校」となる。
  - 国民学校の高等科と青年学校の普通科が改組され、新制中学校「久賀島村立久賀中学校」が発足。当初小学校に併設される。
- 1948年（昭和23年）
  - 4月1日 - 久賀島村立田ノ浦中学校（北緯32度46分59.2秒 東経128度50分36.6秒 / 北緯32.783111度 東経128.843500度）を統合。
  - 5月 - PTAが発足。
- 1951年（昭和26年）5月 - 中学校の新校舎が完成したため、小学校との併設を解消。生徒数（中学校のみ）が最大の233名（6学級）を記録する。
- 1956年（昭和31年）1月 - 特別教室1棟が完成。
- 1957年（昭和32年）11月1日 - 久賀島村が福江市に編入されたことにより「福江市立久賀中学校」に改称。
- 1958年（昭和33年）6月 - 水道施設が完成。
- 1962年（昭和37年）2月 - へき地集会室が完成。
- 1964年（昭和39年）1月 - ミルク給食を開始。
- 1983年（昭和58年）
  - 3月 - 新校舎・体育館が完成。
  - 12月 - 運動場を整備。
- 1987年（昭和62年）4月 - 完全給食を開始。
- 1993年（平成5年）9月 - 久賀小学校との合同運動会を開始。
- 1999年（平成11年）- パソコンを設置。
- 2004年（平成16年）8月1日 - 市町村合併で五島市が発足したことにより、「五島市立久賀中学校」（現校名）へ改称。
- 2009年（平成21年）
  - 4月1日 - 五島市立蕨[2]中学校[3]（北緯32度49分25.1秒 東経128度53分8.5秒 / 北緯32.823639度 東経128.885694度）を統合（久賀島の中学校が1校だけとなる）。
  - 4月1日 - 五島市立久賀中学校の校舎に久賀小学校が移転してきて、60年ぶりに小中併設校となる。
- 2016年（平成28年）4月 - 長崎県内で初めて「しま留学制度」が導入される。

## 交通
最寄りの道路は、長崎県道167号久賀島線である。

## 周辺
- 久賀島郵便局

## 参考資料
- 「福江市史 上巻」（1995年（平成7年）3月31日, 福江市）第3編 教育・文化、第2章 学校教育、第2節 学校の沿革と現況 p. 405 -